# Merci (chocolade)
Merci is een chocolademerk afkomstig van de Duitse chocoladeproducent August Storck. Sinds 1965 zijn de chocolaatjes in Duitsland verkrijgbaar, sinds 1979 in Nederland. Het merk werd aanbevolen door Bustle vanwege de verscheidenheid en betaalbaarheid.